# Niijima Yae
Yae Niijima nata Yamamoto Yae (山本八重?), nota anche come Yamamoto Yaeko (山本 八重子?) (Aizu, 1º dicembre 1845 – Kyoto, 14 giugno 1932) è stata una samurai, docente e infermiera giapponese vissuta tra il tardo periodo Edo (1853-1867) e gli inizi del periodo Shōwa (1926-1989).

## Biografia
La sua era una famiglia di samurai che apparteneva al clan Hoshina, fedele allo shogunato Tokugawa. Abile nell'uso delle armi, aiutò a difendere il dominio di Aizu durante la guerra Boshin, guadagnandosi i soprannomi di "Usignolo del Giappone” e “Giovanna d'Arco dell'era Bakumatsu”.
Prestò servizio come infermiera durante la guerra russo-giapponese e la guerra sino-giapponese. Dopo la Restaurazione Meiji (iniziata nel 1870), divenne la prima donna al di fuori della Casa Imperiale del Giappone, ad essere decorata per il suo servizio militare. Fu consorte di Joseph Hardy Neesima, il fondatore della Dōshisha Eigakko (Dōshisha English School) nel 1875. L'anno dopo lei e la missionaria americana Alice J. Starkweather co-fondarono la Doshisha Girls’ School. Divenne poi crocerossina durante la guerra sino-giapponese e quella russo-giapponese.

## Primi anni di vita
Fu la seconda figlia di un samurai e istruttore di tiro ufficiale nel dominio di Aizu; i suoi fratelli si chiamavano Kakuma e Saburo. La sua famiglia sosteneva di discendere da Yamamoto Kansuke, servitore del clan Takeda. Nel 1865 Yae sposò Shonosuke Kawasaki, studioso di Rangaku e professore alla scuola Nisshinkan, da cui si separò prima dell'inizio della guerra Boshin.

### La guerra Boshin
In questa guerra, furono mobilitate tutte le forze alleate dello shogunato Tokugawa, compresi eserciti di giovani uomini chiamati Byakkotai e un esercito di giovani donne chiamato Joushitai. Dentro e fuori dal castello, molti morirono durante la battaglia e molti vennero catturati dalle forze alleate dell'imperatore Meiji. Molti prigionieri si tolsero la vita.

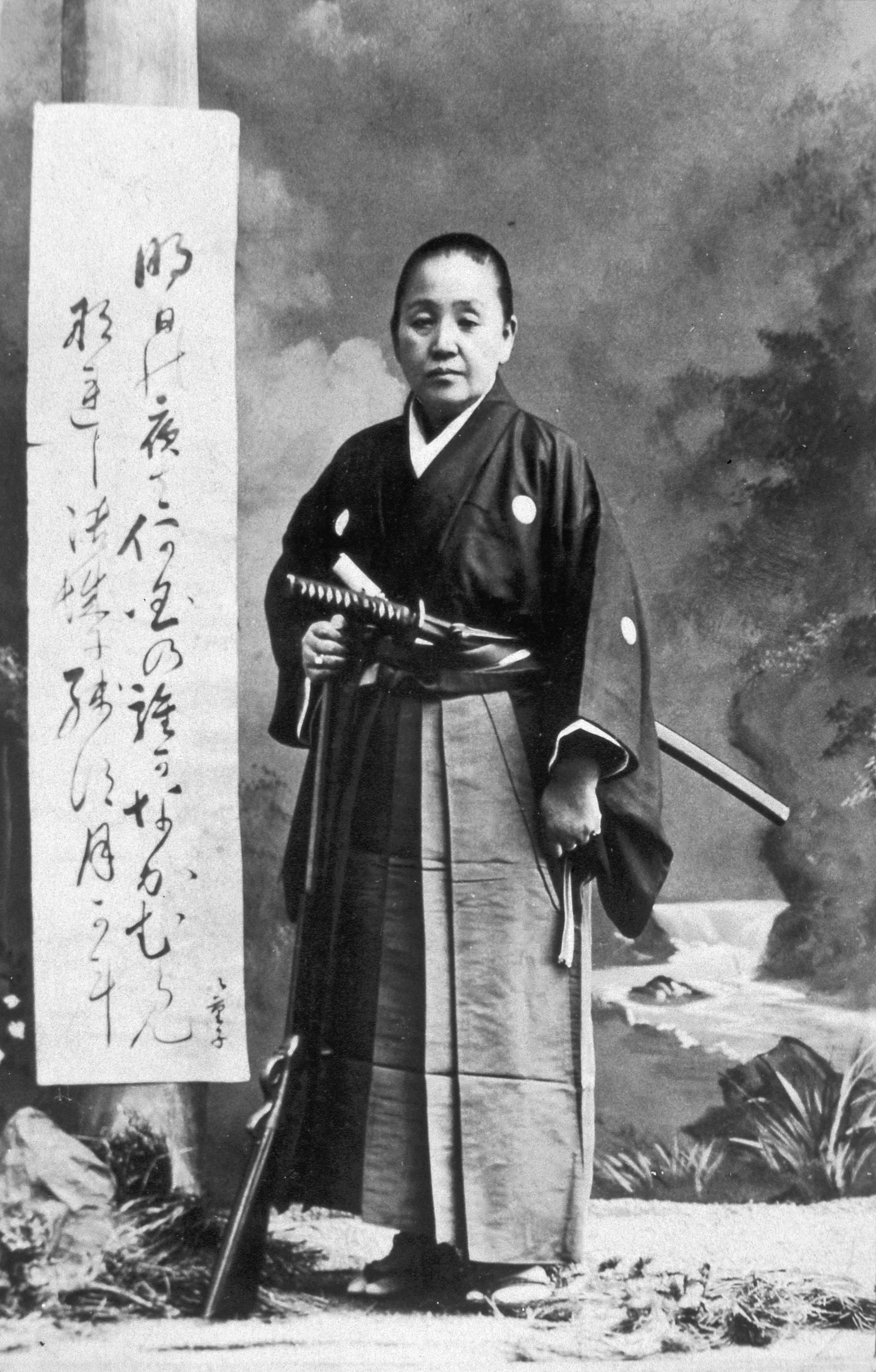
Neesima Yae con le katana

Abile nell'uso delle armi, cosa molto insolita per una donna del periodo Bakumatsu, allo scoppio della guerra nel 1868, prese parte alla battaglia di Aizu in difesa del castello di Aizuwakamatsu contro le forze imperiali, travestendosi da uomo usando abiti del fratello minore Saburo, morto nella battaglia di Toba-Fushimi, e combatté usando il suo fucile Spencer,   armata anche con due spade, una grande e una piccola alla cintura. Scampò alla morte in questa battaglia, ma vi perse il padre. Lasciò il castello dopo aver assistito alla resa del dominio di Aizu. In seguito si rifugiò a Yamagata restandovi per un anno.

## A Kyōto
Nel 1871 si recò a Kyoto per cercare il fratello Yamamoto Kakuma, che era stato per anni prigioniero di guerra sotto la custodia del governo di Satsuma, e dopo essere stato graziato alla fine della guerra, aveva iniziato a lavorare come consigliere per il governo della prefettura di Kyoto. Grazie alla sua raccomandazione, fu assunta come istruttrice presso Scuola femminile superiore Kamoi.
Si stabilì quindi a Kyoto e si convertì al Cristianesimo dopo aver incontrato il reverendo Niijima Jō, meglio noto come Joseph Hardy Neesima, amico del fratello. Neesima era un ex samurai che aveva trascorso 10 anni negli Stati Uniti (dal 1864 al 1874) per poter proseguire gli studi superiori; tornato in Giappone volle creare una scuola occidentale che diffondesse il cristianesimo. 

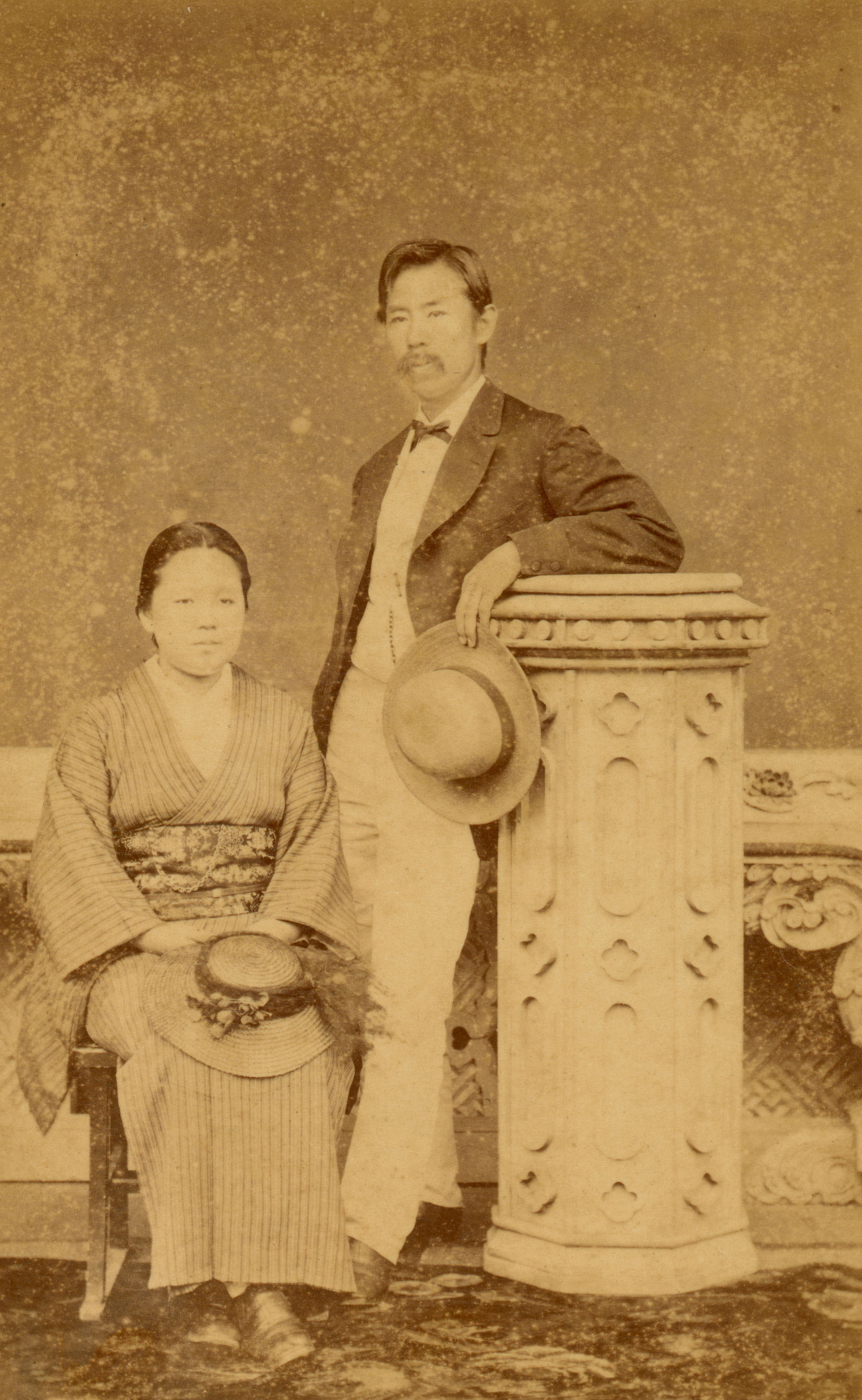
Yamamoto Yaeko e Joseph Hardy Neesima

Yae si fidanzò con Neesima nell'ottobre del 1875 e svolse un ruolo fondamentale nella fondazione e nello sviluppo della nuova scuola, l'Università Dōshisha (Dōshisha Eigakko, o Dōshisha English School), dove lavorò come volontaria. Lo sposò nel 3 gennaio 1876: questo fu il primo matrimonio tra cittadini giapponesi ufficiato con rito cristiano a Kyoto. Nello stesso anno, insieme alla missionaria americana Alice J. Starkweather, aprì una Joshi-juku (scuola femminile) presso l'ex residenza della famiglia Yanagihara. La scuola fu ribattezzata nel 1877 Dōshisha Bunko Nyokoba (Dōshisha Branch School for Girls) ed oggi si chiama Dōshisha Joshi Daigaku (Dōshisha Women's College of Liberal Arts).
Neesima aveva studiato negli Stati Uniti, era quindi di mente aperta, credeva nei diritti delle donne e sia lui che Yae miravano all'uguaglianza di genere. Neesima si innamorò del comportamento audace di Yae che descriveva come "una donna che pensa e agisce da sola senza essere vincolata dal senso comune", elogiò anche lo stile di vita della moglie, definendolo "magnifico" nelle lettere scritte agli amici degli Stati Uniti. Il comportamento dei due coniugi l'uno verso l'altra contraddiceva le norme sociali tipiche del Giappone del periodo Edo, un'epoca in cui ci si aspettava che le donne obbedissero agli uomini. Neesima invece rispettava sinceramente Yae, il suo spirito indomito e il suo orgoglio; furono quindi disprezzati dalla società tradizionalista dell'epoca e Yaeko fu spesso accusata di essere una "pessima moglie".
Negli anni in cui lavorava ancora alla Scuola femminile superiore di Kyoto, Yaeko conobbe un istruttore dell'arte della cerimonia del tè giapponese (sadō), grazie al quale ottenne la qualifica di maestra del tè della tradizione Urasenke nel 1894, usando come nome d'arte Niijima Sōchiku (新島宗竹?). In seguito aprì una scuola per la cerimonia del tè riservata alle donne, diffondendo anche lo stile Urasenke. Conobbe anche un istruttore di ikebana e ottenne poi il certificato per praticare tale arte nel 1896.

## Ultimi anni

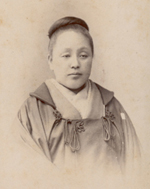
Nijima Yae

Dopo la morte improvvisa di Neesima il 23 gennaio 1890, Yaeko e i suoi colleghi della Dōshisha Eigakko iniziarono gradualmente ad allontanarsi. Causò qualche problema anche il modo freddo in cui lei trattava gli studenti che provenivano da Satsuma e dal dominio di Chōshū, poiché venivano dalle zone un tempo nemiche del dominio di Aizu, contro cui aveva combattuto durante la guerra Boshin.
Decise poi di dedicarsi all'assistenza infermieristica e divenne membro della Croce Rossa giapponese il 26 aprile 1890. Durante la prima guerra sino-giapponese, si arruolò nell'esercito e trascorse quattro mesi come infermiera di stanza a Hiroshima. Guidò una squadra di 40 infermiere per prendersi cura dei soldati feriti, lavorando anche per migliorare lo stato sociale delle infermiere. I suoi sforzi furono riconosciuti dal governo giapponese e le fu conferito l'Ordine della Corona Preziosa nel 1896.

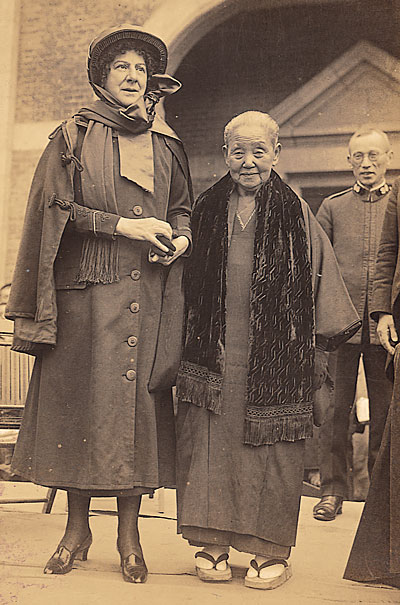
Niijima Yae (a destra) nei suoi ultimi anni con Evangeline Booth, Generale dell'Esercito della Salvezza (a sinistra), intorno al novembre 1929

Dopo la prima guerra sino-giapponese, lavorò come istruttrice nelle scuole per infermiere. Allo scoppio della guerra russo-giapponese nel 1904, si arruolò nuovamente nell'esercito, prestando servizio come infermiera volontaria presso l'ospedale dell'esercito imperiale giapponese a Osaka per due mesi. Fu pertanto decorata nuovamente con l'Ordine della Corona Preziosa e, nel 1928, le fu anche assegnata una coppa d'argento dall'Imperatore Shōwa per i servizi resi al paese.

## Morte

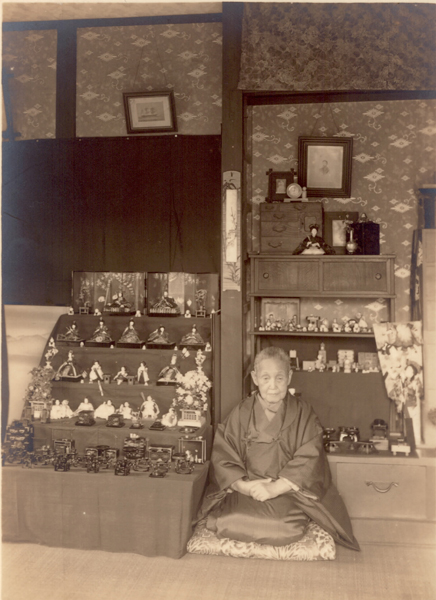
Niijima Yae il 3 marzo 1932, 3 mesi prima della sua morte

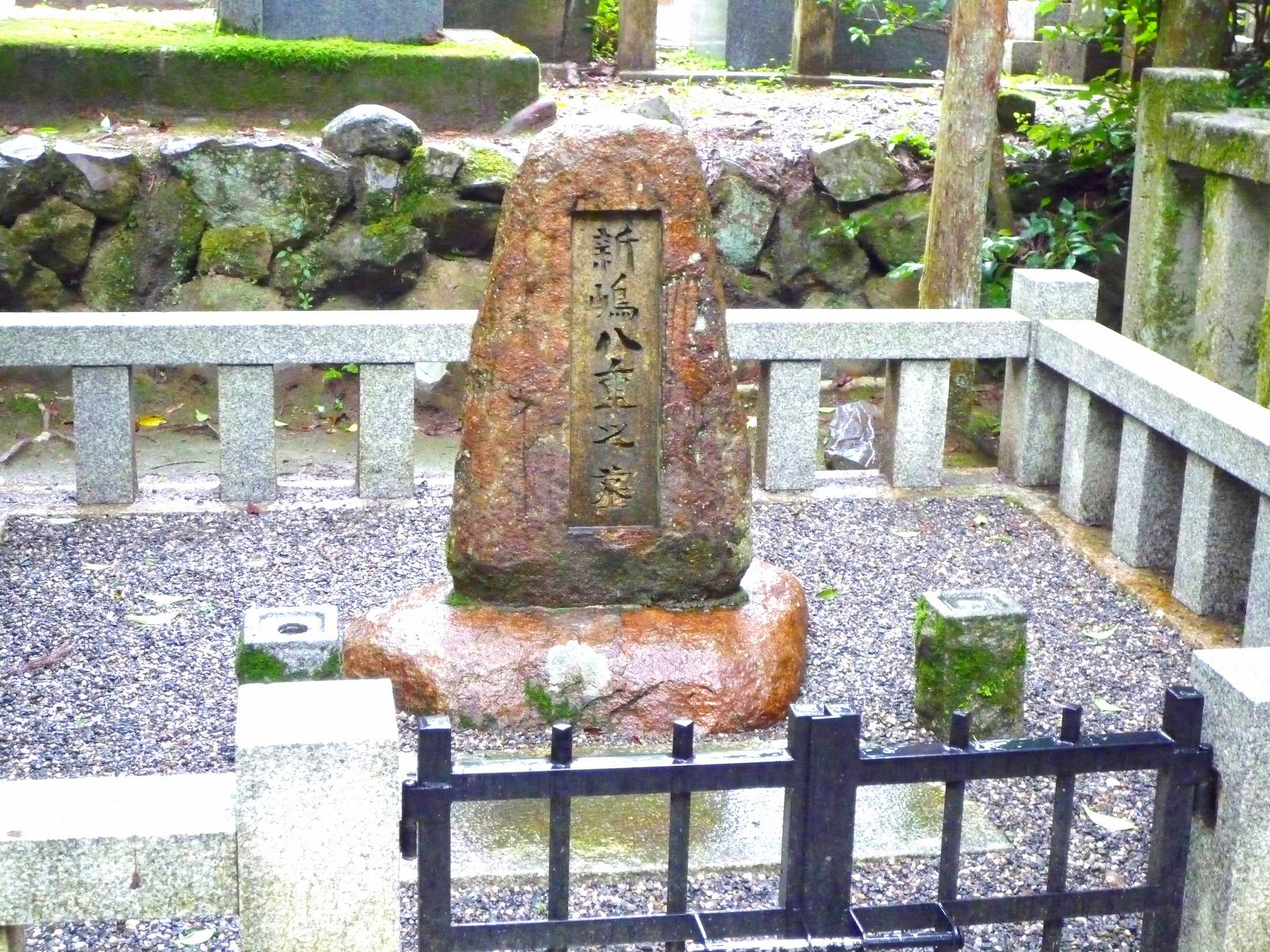
La lapide di Niijima Yae al cimitero di Dshisha

Sebbene non avesse avuto figli dai suoi due matrimoni, adottò tre bambini dal dominio Yonezawa, con i quale però non ebbe un legame profondo. Mantenne la sua residenza in Teramachi Street a Kyoto fino alla sua morte a 86 anni. Le fu organizzato un funerale dalla Doshisha University, cui parteciparono migliaia di persone. È sepolta nel cimitero di Dōshisha a Sakyō-ku, a Kyoto, accanto alla tomba di Neesima.

## Onorificenze
- Ordine della Corona Preziosa, Settima Classe

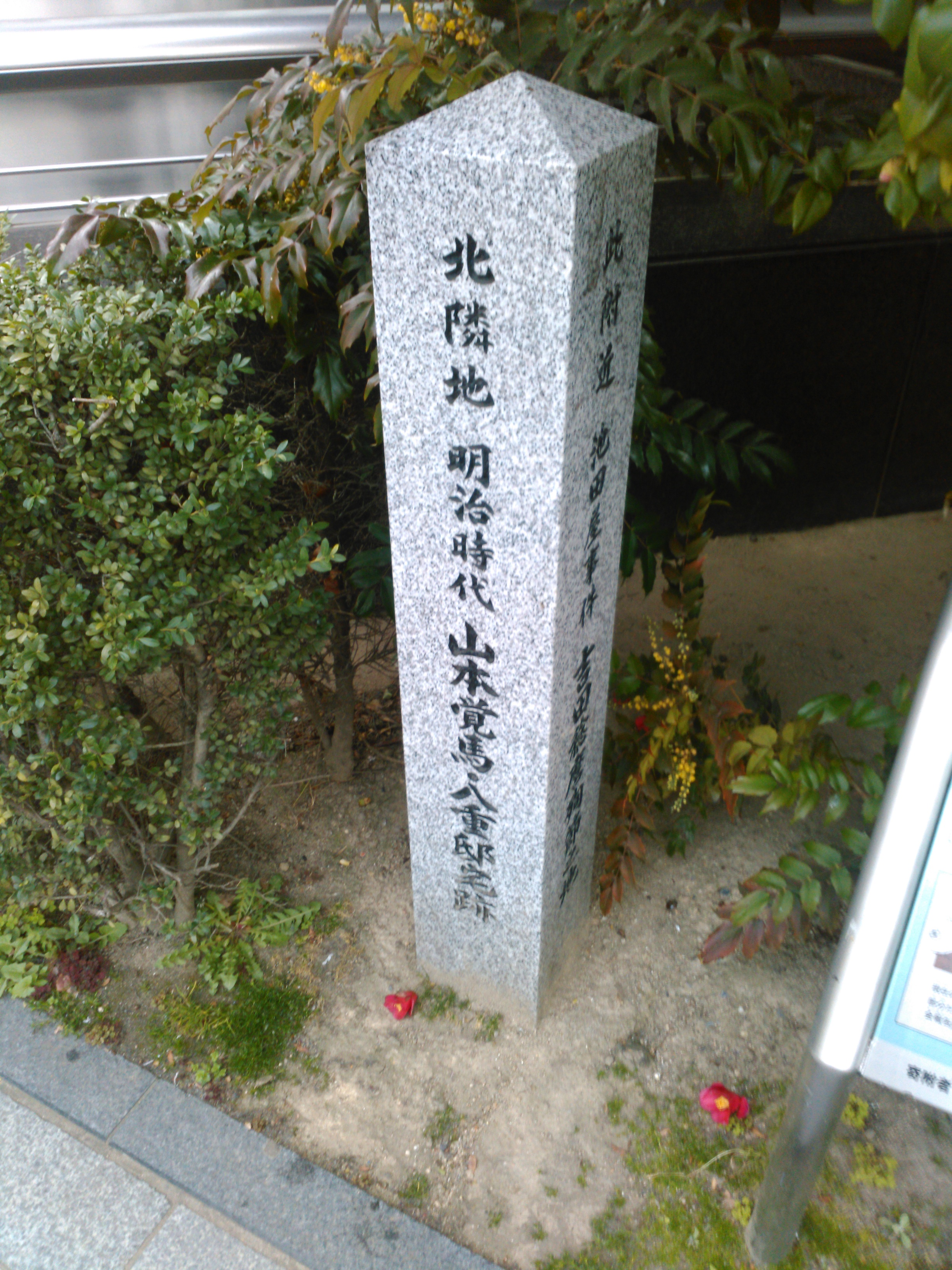
Yamamoto Kakuma e l'ex monumento della residenza di Niijima Yae

- Ordine della Corona Preziosa, Sesta Classe[13]

## Nella cultura popolare
Niijima Yae è una figura storica popolare in Giappone ed è apparsa in varie storie, fumetti (manga) e programmi TV.

### Storie
- Fukumoto Takehisa (福本武久), serie Niijima Yae
- Aizu Onna Senki (1978) ISBN 4480802304
- Niijima Jō a Sono Tsuma (1978) ISBN 4103487011
- Bella donna, Saigo no Inori (2012) ISBN 978-4480804457
- Mitsugu Saotome, Meiji no Keimai (1990) ISBN 978-4404017932

### manga
- Yae no Sakura, (2013) ISBN 978-4-08-870674-0, pubblicato da Shueisha . La storia è stata scritta da Yamamoto Mutsumi e l'artwork è stato disegnato da Takemura Youhei.

### tv
- Il dramma del 2007 Byakkotai (白虎隊) di TV Asahi, dove è stata interpretata da Nakagoshi Noriko.
- Yae no Sakura, il taiga drama NHK del 2013, dove è la protagonista e interpretata da Haruka Ayase .[14]

Giochi
- Tecmo Koei, Toukiden (2013)